# 下大静脈
下大静脈（かだいじょうみゃく、inferior vena cava(IVC)）とはヒトの体の中でいちばん大きな静脈で、その直径は約3.5cmである。下半身からの血液を集めて心臓に流れ込んでいる。
下大静脈は腹腔の後部で脊柱の右側を上行しており、右下方の後面から右心房に入る。

## 還流静脈
下大静脈は左右の総腸骨静脈が合流してできる。下大静脈は脊柱と並走する奇静脈系や脊柱内外を網目のように存在する椎骨静脈叢と吻合しており、下大静脈が閉塞した際にはこれらの静脈が副側路となる。
下大静脈はT8の高さにある、横隔膜の大静脈孔を通って胸腔内に入るとすぐに右心房に合流する。下大静脈に流入する主な根には次のようなものがある。
| 静脈               | 高さ  |
| 下横隔静脈         | T8    |
| 肝静脈             | T8    |
| 腎静脈             | L1    |
| 精巣静脈・卵巣静脈 | L2    |
| 腰静脈             | L1-L5 |
| 総腸骨静脈         | L5    |

下大静脈が体の中心から少し外れているために還流の形は非対称なところがある。たとえば、右精巣・卵巣静脈は直接下大静脈に流れ込んでいるが、左側は左腎静脈と合流してから下大静脈に流れ込んでいる。その一方で、肝静脈や腰静脈は通常左右対称で直接下大静脈に流れ込んでいる。
なお、上半身の静脈環流は上大静脈が担っており、上大静脈と下大静脈は奇静脈を介して連絡している。

## 関連疾患
管腔内圧は低く破裂を起こしにくいため下大静脈に関する病気はほとんどの場合、その狭窄に関するものである。下大静脈を圧迫する典型的な原因に大動脈の拡張、妊娠による子宮の拡大、腹部の悪性腫瘍（大腸がん・腎細胞がん・卵巣がん）がある。まれに排便時のいきみで下大静脈の血流が悪くなり失神することがある。
下大静脈の閉塞は稀であるが、命にかかわり緊急性が高いとされる。深部静脈血栓症や肝移植、大腿静脈のカテーテルなどの医療器具で閉塞を起こすことがある。

## 発生
発生において、右心房と下大静脈はオイスタシイ弁によって分けられる。この構造は成体においては完全に退行しているか小さな心内膜ひだとして残っているかである
。下大静脈の他の部分は、体幹を縦走する左右有対称の主な静脈のいろいろな部分が連なって形成される。比較的複雑な発生過程を経るために下大静脈には異常や変異が多い。

## 画像

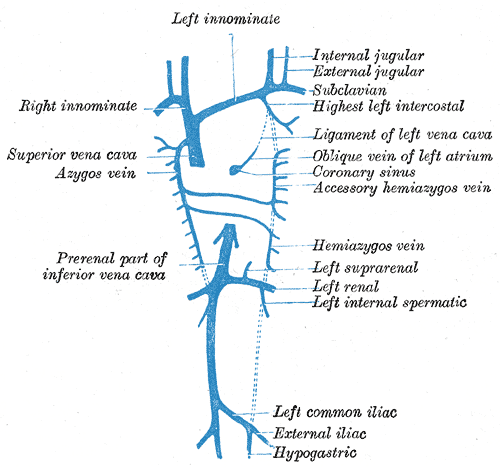
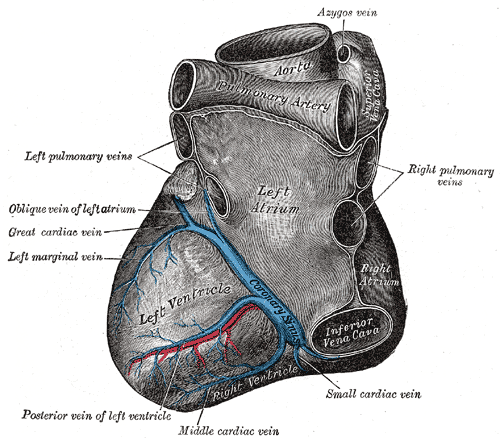
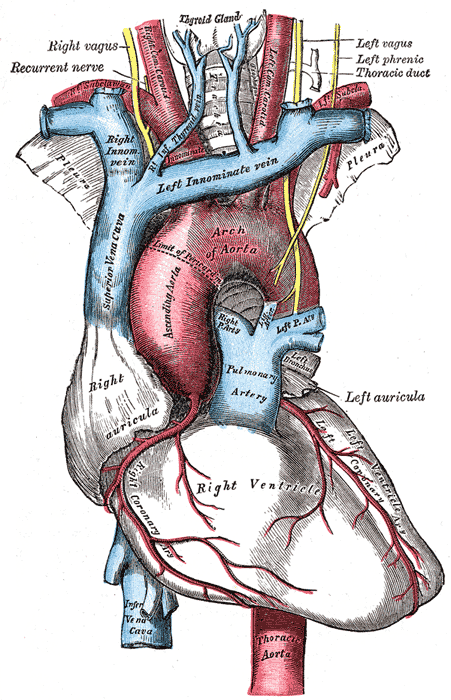
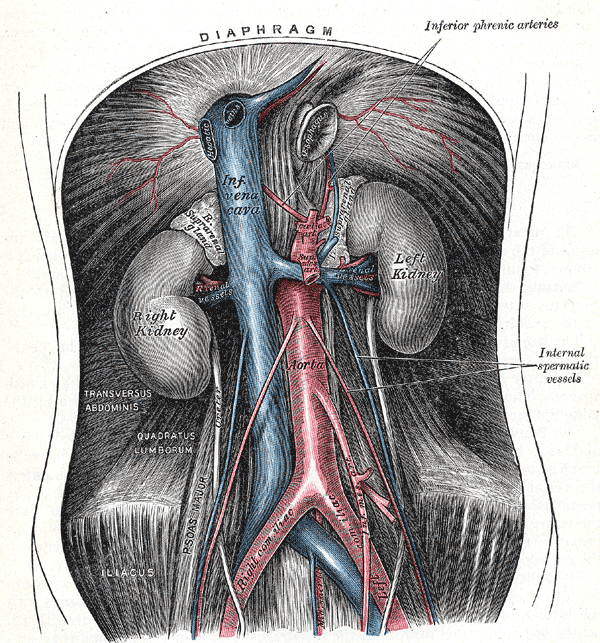
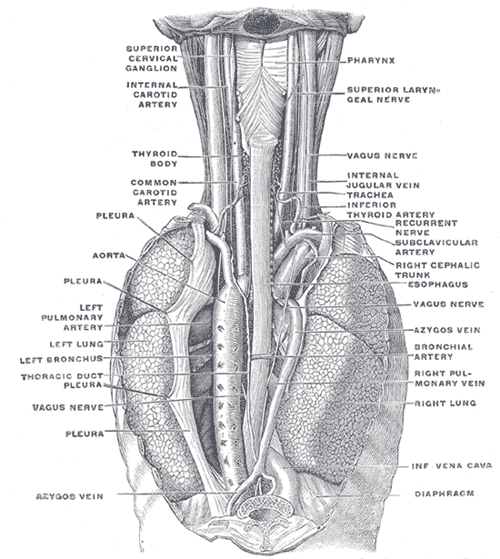
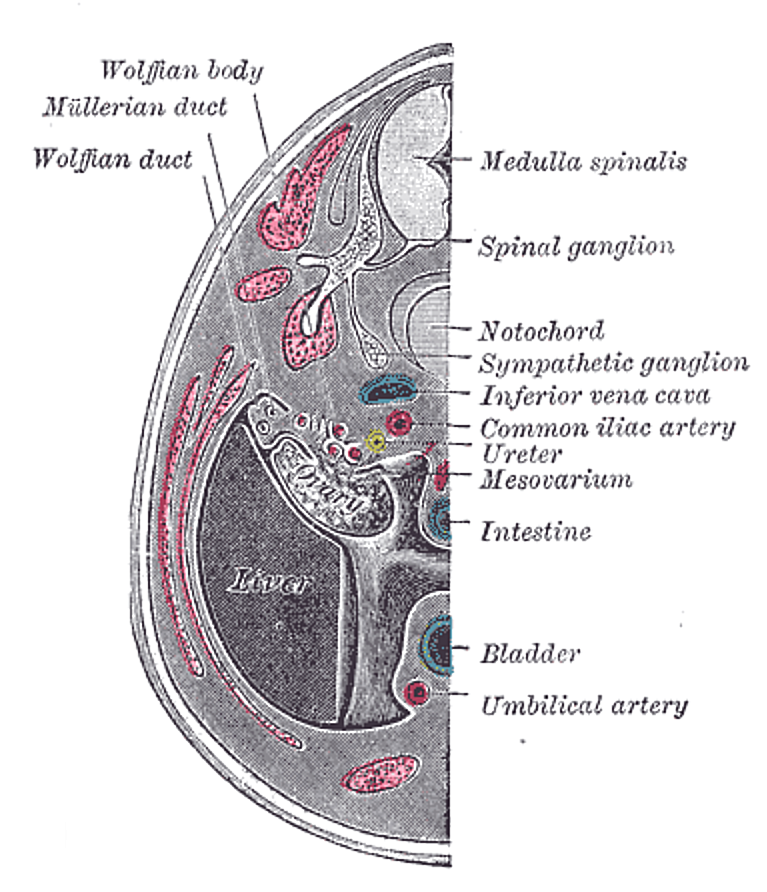
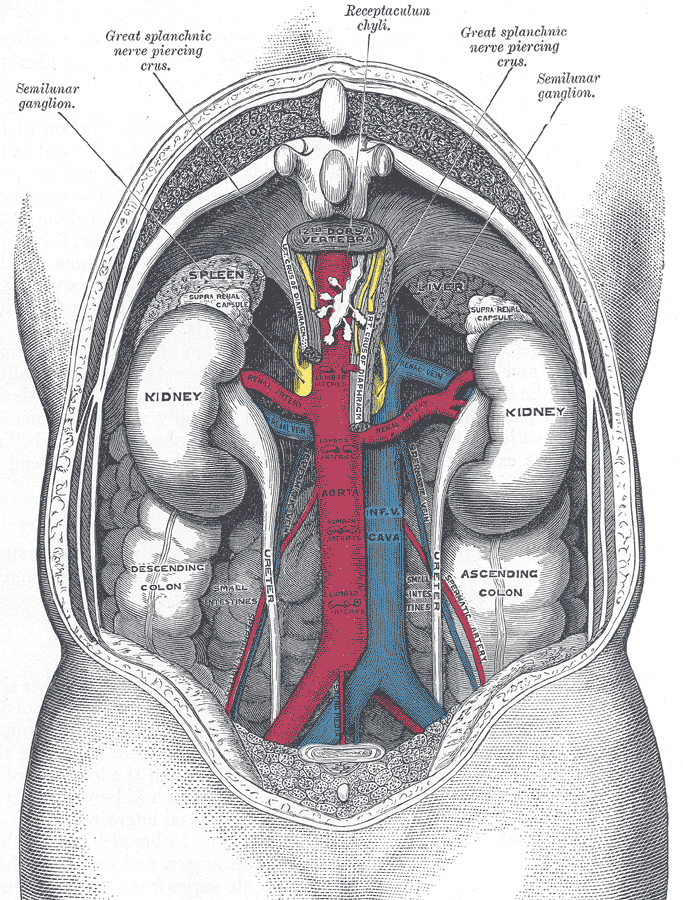
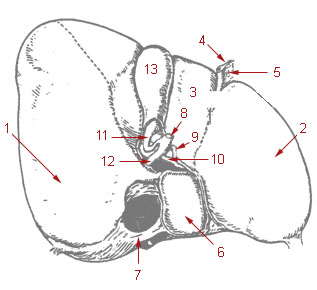
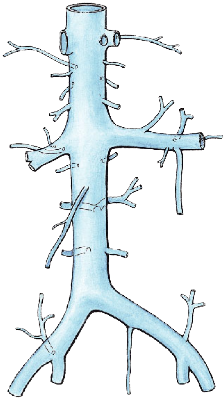